# Zubák
Zubák (allemand : Subak, hongrois : Trencsénfogas) est un village de Slovaquie situé dans la région de Trenčín.

## Histoire
La première mention écrite du village date de 1471.

## Démographie

### Évolution de la population
| Année:               | 1994. | 2004.   | 2014.   | 2024.   |
| -------------------- | ----- | ------- | ------- | ------- |
| Nombre de personnes: | 917   | 916     | 860     | 830     |
| Différence:          |       | -0,10 % | -6,11 % | -3,48 % |

| Année:               | 2023. | 2024.   |
| -------------------- | ----- | ------- |
| Nombre de personnes: | 838   | 830     |
| Différence:          |       | -0,95 % |